# Erbrecht (Bulgarien)
Das Erbrecht regelt die Vermögensverhältnisse, die wegen des Todes der Menschen und der Übertragung ihrer Vermögen entstehen. Im bulgarischen Erbgesetz (bulgarisch Закон за наследството) findet sich die rechtliche Regelung der Erbschaft.

## Rechtsquellen
Die wichtigste Rechtsquelle ist das Gesetz über die Erbschaften (bulg.: „Закон за наследството“, in Kraft ab 30. April 1949).
Nach dem bulgarischen Erbgesetz kann man auf zwei Weisen erben:
- nach gesetzlichen Vorschriften,
- nach einem Testament, in dem der Wille des Erblassers ausgedrückt ist.

## Gesetzliche Erbfolge (Kapitel 2 des Erbgesetzes)
Das Erbrecht folgt normalerweise einer gesetzlich geregelten Erbenordnung.
Das bulgarische Erbgesetz sieht vier Erbenordnungen vor, wobei die Erben von der vorangehenden Ordnung diese von der nachfolgenden Ordnung ausschließen.
- Ordnung I umfasst die Abkömmlinge des Erblassers;
- Ordnung II die Eltern des Erblassers;
- Ordnung III

1. Großeltern des Erblassers und deren Abkömmlinge,
2. Geschwister des Erblassers und deren Abkömmlinge;

- Ordnung IV andere Verwandte in der Seitenlinie von der dritten bis zur sechsten Erbenordnung.

Die Ehefrau und der Ehemann erben zusammen mit den Erben von der ersten bis zur dritten Ordnung und ersetzen die Erben in der vierten Ordnung.
Besonders ist, dass eine juristische Person nach gesetzlichen Vorschriften nicht erben kann.

## Testament
Art. 13 des bulgarischen Erbgesetzes gibt jeder Person ab ihrem 18. Lebensjahr die Möglichkeit, Vermögensverfügungen im Todesfall zu treffen. Voraussetzung ist, dass der Erblasser bei der Abfassung des Testaments nicht entmündigt ist und selbstständig vernünftig handeln kann. Der Erblasser ist durch die testamentarische Handlung berechtigt, über sein ganzes Vermögen oder nur über einen bestimmten Teil davon zu verfügen. Gemäß Art. 14 Abs. 2 darf der Erblasser über sein ganzes Vermögen anordnen, soweit er das Pflichtteil der Erbschaft nicht berührt.
Das bulgarische Erbgesetz sieht zwei Arten des Testaments vor:
1. Das notarielle Testament (gem. Art. 24 Abs. 2) wird vom Notar und in Anwesenheit von zwei Zeugen errichtet.
2. Das schriftliche eigenhändige Testament (gem. Art. 25) muss handschriftlich und persönlich von dem Erblasser geschrieben werden. Auf Wunsch des Erblassers kann dieses Testament von einem Notar oder von einem Dritten verwahrt werden. Dieses Testament muss vom Erblasser unterschrieben werden.

Das Testament kann nach den im Art. 38 ausdrücklich aufgezählten Fällen aufgehoben werden. Diese Aufhebung wird durch Errichtung eines neuen Testaments oder durch eine Notarsurkunde erledigt, in der der Erblasser seinen Willen für volle oder teilhafte Legatentziehung ausdrückt.
In Art. 42 sind die Fälle der Nichtigkeit des Testaments vorgesehen:
- wenn sich der Erblasser testamentarisch zugunsten eines Erbunfähigen verfügt hat;
- wenn die gesetzlichen Vorschriften über die Testamentserstellung nicht berücksichtigt wurden;
- wenn die letztwillige Verfügung und die darin genannten Beweggründe, aus denen die Verfügung errichtet wurde, gesetzes-, gesellschafts- oder sittenwidrig sind; dasselbe gilt auch, wenn die Bedingungen oder Belastungen unmöglich sind.

## Pflichtteil
Wenn Deszenten, Eltern oder Ehegatte vorhanden sind, so kann nach Art. 28 der Erblasser in seiner letztwilligen Verfügung oder Schenkung ihr Pflichtteilsrecht am Nachlass nicht beschneiden. Der Erblasser kann nur über den Rest seines Vermögens verfügen (frei verfügbares Teil).

## Annahme und Ausschlagung von Erbschaften
Der Erwerb der Erbschaft erfolgt durch eine Willenserklärung des Erben.
Die Annahme der Erbschaft ist nicht zeitlich beschränkt. Besonders ist, dass der Erbe die Erbschaft nicht mehr ausschlagen kann, wenn er sie schon angenommen hat. Die Erbschaft kann von dem Erbe durch zwei Rechtshandlungen angenommen werden:
- ausdrücklich – durch eine schriftliche Erklärung gegenüber dem Amtsrichter am Ort des Erbanfalls. Die Erklärung wird in dem dafür vorgesehenen Buch eingetragen (Art. 49 Abs. 1);
- konkludent – bei Handlungen des Erben, die zweifellos seine Annahme der Erbschaft voraussetzen, oder wenn er Nachlassvermögen verbirgt. Im letzten Fall verliert der Erbe seinen Teilanspruch vom verborgenen Nachlassvermögen (Art. 49 Abs. 2).

Die Ausschlagung der Erbschaft erfolgt durch eine schriftliche Erklärung gegenüber dem Amtsgericht. Die Erklärung wird in dem dafür vorgesehenen Buch eingetragen. Das Gesetz sieht Nichtigkeit der Ausschlagung vor, wenn sie befristet ist, nur für ein Teil der Erbschaft oder unter bestimmten Bedingungen gemacht wird. Der Anteil der Person, die auf die Erbschaft verzichtet hat, oder der Person, die ihren Anspruch auf die Erbschaft verloren hat, erhöht die Anteile der anderen Erben.
Die Erbschaft in Bulgarien unterliegt einer Erbschaftsteuer.